# Ruta Estatal de California 237
La Ruta Estatal de California 237, abreviada SR 237 (en inglés: California State Route 237) es una carretera estatal estadounidense ubicada en el estado de California. La carretera inicia en el Oeste desde la SR 82     en Mountain View en sentido Este hasta finalizar en la I 680     en Milpitas. La carretera tiene una longitud de 17,7 km (11 mi).

## Mantenimiento
Al igual que las autopistas interestatales, y las rutas federales y el resto de carreteras estatales, la Ruta Estatal de California 237 es administrada y mantenida por el Departamento de Transporte de California por sus siglas en inglés Caltrans.

## Cruces
La Ruta Estatal de California 237 es atravesada principalmente por los siguientes cruces:

 SR 85  en Mountain View
 US 101  en Sunnyvale
 I 880  en Milpitas